# Scarfies
Pour plus de détails, voir Fiche technique et Distribution.
Scarfies est un film néo-zélandais réalisé par Robert Sarkies, sorti en 1999. Le film tient son nom des supporters de l'Otago Rugby Football Union portant des écharpes bleues et or.

## Synopsis
Cinq colocataires de Dunedin découvre une plantation de cannabis dans la cave de leur immeuble à demi abandonné.

## Fiche technique
- Titre : Scarfies
- Réalisation : Robert Sarkies
- Scénario : Duncan Sarkies et Robert Sarkies
- Photographie : Stephen Downes
- Montage : Annie Collins
- Production : Lisa Chatfield
- Société de production : Nightmare Productions et Portman Entertainment Group
- Pays :  Nouvelle-Zélande
- Genre : Action, comédie noire et thriller
- Durée : 94 minutes
- Dates de sortie : 
  -  Nouvelle-Zélande : 5 août 1999
  -  France : 7 mars 2001

## Distribution
- Willa O'Neill : Emma
- Neill Rea : Scott
- Ashleigh Seagar : Nicola
- Taika Waititi : Alex
- Charlie Bleakley : Graham
- Jon Brazier : Kevin
- Mark Neilson : Gordy

## Distinctions
Le film a remporté six New Zealand Film and Television Awards.